# 板倉茂隆
板倉 茂隆（いたくら しげたか）は、日本の作曲家。編曲家。キーボード奏者。

## 作曲楽曲
- 岩男潤子
  - 「白い花の咲く河」
  - 「紅い花の伝説」
- 野田幹子
  - 「Rain Forest」

## 編曲した楽曲
- 岩男潤子
  - 「グルクン〜赤い魚の燦華」
  - 「時間の船」
  - 「ディープ・パープル」

| スタブアイコン | サブスタブ | この項目は、まだ閲覧者の調べものの参照としては役立たない、音楽関係者（バンド等）に関連した書きかけの項目です。この項目を加筆・訂正などしてくださる協力者を求めています（P:音楽/PJ:芸能人）。 |